# مهندسی شیمی
مهندسی شیمی (به انگلیسی: Chemical engineering) مهندسی شیمی به معنای فن به‌کارگیری علوم پایه (ریاضی، فیزیک، شیمی و زیست‌شناسی) برای پیاده‌سازی فرایندهای شیمیایی و فیزیکی در واحد صنعتی است. شاخه‌ای از علوم مهندسی است که با طراحی، ساخت و بهره‌برداری از فرایندها و کارخانجات مرتبط با صنایع شیمیایی درگیر است. منظور از صنایع شیمیایی آن دسته از صنایع هستند که در آن‌ها تغییری شیمیایی، فیزیکی یا بیولوژیک مواد خام را به محصولات با ارزش صنعتی تبدیل می‌کنند. حیطه اصلی مطالعات یک مهندس شیمی بر سه بخش، اختلاط، مهندسی واکنش و جداسازی دارد.
بر این مبنا کارخانجات بسیاری از قبیل واحدهای یک پالایشگاه، پتروشیمی، صنایع چوب و کاغذ، صنایع غذایی، صنایع داروئی و تجهیزات پزشکی، صنایع سلولزی، صنایع پلیمر، صنایع شیمیایی معدنی و بسیاری دیگر از صنایع به‌طور مستقیم از کاربردهای علم مهندسی شیمی بهره می‌برند. به این بخش از مهندسی شیمی که با فرایندهای صنعتی شیمیایی در مقیاس بزرگ ارتباط دارد، در اصطلاح مهندسی فرایند گفته می‌شود.
فرایندهای مجزایی که توسط یک مهندس شیمی به کار گرفته می‌شوند (مانند تقطیر، استخراج و…)، عملیات واحد نام داشته و شامل، عملیات انتقال جرم، انتقال حرارت و انتقال اندازه حرکت هستند. این فرایندها برای سنتز شیمیایی یا جداسازی شیمیایی با هم ترکیب می‌شوند.
سه قانون فیزیکی اساسی در مهندسی شیمی، اصل بقای جرم، اصل بقای انرژی و اصل بقای اندازه حرکت هستند. انتقال ماده و انرژی در یک فرایند با استفاده از موازنهٔ جرم و انرژی برای کل واحد، عملیات واحد یا بخشی از آن ارزیابی می‌شود. مهندسین شیمی اصول ترمودینامیک، سینتیک واکنش و پدیده‌های انتقال را به کار می‌گیرند.
مهندسی شیمی نوین، گستره‌ای فراتر از مهندسی فرایند را در بر می‌گیرد. هدف اصلی مهندسی شیمی استفاده از دانش فیزیک و ریاضیات در خلق مواد و محصولات بهتر برای دنیای امروز است. امروزه مهندسین شیمی علاوه بر فرایندهای تولید مواد اولیهٔ پایه، بلکه در توسعه و تولید محصولات باارزش و متنوع شرکت دارند. این محصولات شامل مواد ویژه و کارآمد برای صنایعی همچون تجهیزات پایه پالایشگاهی. هوافضا، خودروسازی، پزشکی، صنایع الکترونیک، کاربردهای محیط زیست و صنایع نظامی است. به عنوان مثال‌هایی از این محصولات می‌توان به الیاف، منسوجات و چسب‌های بسیار قوی، مواد زیست‌سازگار و داروهای جدید اشاره کرد.
امروزه مهندسی شیمی ارتباطی تنگاتنگ با علوم زیست‌شناسی، مهندسی پزشکی و اغلب شاخه‌های مهندسی دارد.

## تاریخچهٔ مهندسی شیمی
اولین درس در زمینهٔ مهندسی شیمی نخستین بار توسط پروفسور «نورتون» در سال ۱۸۸۱ در دانشگاه MIT و در دانشکدهٔ مکانیک تدریس شد؛ نورتون شیمی صنعتی تدریس می‌کرد.
در آن زمان صنایع شیمیایی رو به توسعه گذاشته بودند و لازم بود ساخت و بهره‌برداری از فرایندهای شیمیایی توسّط افراد متخصّص صورت گیرد.
در آن زمان طرّاحی و نظارت بر ساخت فرایندهای شیمیایی و صنایع شیمیایی به دو شکل صورت می‌گرفت:
1. به وسیله شیمی‌دان‌هایی که از تئوری‌های شیمیایی و علوم آزمایشگاهی آگاهی داشته، ولی اطّلاعات فنّی و تجارب کافی از طراحی صنعتی نداشتند.
2. به وسیلهٔ مهندسان مکانیکی که تجربه طرّاحی صنعتی داشتند، ولی اطّلاعات کافی از فرایندهای شیمیایی نداشتند.

این موضوع باعث شد که تا مدّتی برای طرّاحی واحدهای شیمیایی از شیمیدانان و مهندسان مکانیک به صورت مشترک استفاده شود. امّا برای هماهنگ‌کردن کار این دو گروه، به افرادی نیاز بود که هم از فرایندهای شیمیایی و هم از طرّاحی صنعتی مطّلع باشند و هم تجربه‌های آزمایشگاهی لازم را داشته باشند. از این رو رشته‌ای جدید در دانشگاه‌ها با نام «شیمی صنعتی» یا «صنایع شیمیایی» به وجود آمد.
با توسعه تدریجی صنایع شیمیایی، نیاز به چنین متخصّصانی که هم در زمینه طرّاحی صنعتی و هم در زمینه فرایندهای شیمیایی تخصص داشتند، بیشتر احساس شد. به این ترتیب، دوره‌هایی با نام «مهندسی شیمی مدرن» در دانشگاه‌ها پایه‌گذاری شدند.
توسعه صنایع شیمیایی باعث شد که دانشگاه‌ها اقدام به تأسیس دانشکده مهندسی شیمی به صورت مجزّا کرده و آن را جدا از رشته‌های شیمی و مکانیک تدریس کنند.
- مهندسی شیمی در ایران :

دانشکده مهندسی شیمی دانشگاه علم و صنعت ایران با فارغ‌التحصیل نمودن اولین دانش‌آموخته خود در سال ۱۳۱۴ به عنوان اولین دانشکده مهندسی شیمی در ایران پا به عرصه فعالیت گذارد. دانشگاه علم و صنعت ایران که در سال‌های آغازین خود به عنوان «مدرسه صنعتی ایران و آلمان» شناخته می‌شد پس از جنگ جهانی اول به عنوان غرامت جنگی به ایران واگذار شده بود، در هر کدام از رشته‌های مهندسی شیمی، برق و ماشین حدود بیست دانشجو می‌پذیرفت. دانش آموختگان مدرسه صنعتی ایران پس از یک دوره تحصیلی دو ساله «مهندس شیمی» نامیده می‌شدند. در سال ۱۳۱۳ «دانشگاه تهران» تأسیس شد و رشته مهندسی شیمی یکی از رشته‌های ارائه شده در دانشکده فنّی بود.
در سال ۱۳۳۶ «دانشگاه صنعتی امیرکبیر» (پلی تکنیک تهران) تأسیس شد و در رشته مهندسی شیمی و برای یک دوره چهار ساله به پذیرش دانشجو اقدام کرد. امّا برنامه درسی آن زمان دانشگاه تهران و پلی تکنیک هنوز با برنامه واقعی مهندسی شیمی تفاوت بسیار داشت. درس‌هایی مانند «انتقال حرارت»، «انتقال جرم» و «طراحی رآکتور» در سرفصل دروس گنجانده نشده بودند و از تنها درس‌های ویژه مهندسی شیمی «تقطیر»، «جذب» و «ترمودینامیک» را می‌توان نام برد.
پس از این دو دانشگاه، «دانشگاه شیراز» و پس از آن در سال ۱۳۴۵ «دانشگاه صنعتی شریف» (صنعتی آریا مهر سابق) این رشته را راه اندازی کردند که برنامه درسی آن‌ها تفاوت چندانی با برنامه درسی که امروز در رشته مهندسی شیمی ارائه می‌شود نداشت.
در سال‌های بعد، دوره کارشناسی ارشد و در برخی دانشگاه‌ها دوره دکتری مهندسی شیمی نیز راه‌اندازی شد.

## گرایش‌های مهندسی شیمی
- طراحی فرایند
- شبیه‌سازی و کنترل فرایند
- مهندسی ترموسنتیک
- مهندسی کاتالیست
- جداسازی
- مهندسی بیوشیمیایی
- پدیده‌های انتقال
- مهندسی نانو
- مهندسی صنایع پالایش
- مهندسی صنایع پتروشیمی
- مهندسی تکنولوژی صنایع شیمیایی
- مهندسی صنایع گاز
- مهندسی پلیمر
- مهندسی صنایع غذایی
- مهندسی صنایع سلولزی
- مهندسی صنایع شیمیایی معدنی
- مهندسی طراحی فرایندهای صنایع نفت
- مهندسی بیوتکنولوژی
- مهندسی داروسازی
- مهندسی ایمنی بهداشت ومحیط زیست HSE
- بیوتکنولوژی
- مهندسی هسته‌ای
- مهندسی مهمات و تسلیحات
- مهندسی انرژی

## دروس مهندسی شیمی در ایران
بر اساس مصوّبات شورای عالی انقلاب فرهنگی، علاوه بر دروس عمومی و علوم پایه که دانشجویان فنّی مهندسی موظف به گذراندن آن هستند، سایر دروس این رشته به دو دسته «اصلی» و «تخصّصی» تقسیم می‌شوند. دروس اصلی آن دسته از دروس هستند که تمامی دانشجویان مهندسی شیمی با هر گرایشی آن‌ها را می‌گذرانند و دروس تخصصی به دروسی گفته می‌شود که با توجه به گرایش، دانشجو موظف به گذراندن آن‌ها است.
- دروس اصلی
- موازنه انرژی و مواد (اصول محاسبات مهندسی شیمی)
- مکانیک سیالات
- انتقال حرارت
- انتقال جرم
- طراحی رآکتورهای شیمیایی
- کنترل فرایند
- کاربرد ریاضیات در مهندسی شیمی
- ترمودینامیک
- عملیات واحد
- دروس تخصّصی

بسته به گرایش متفاوت است.

## نرم‌افزارهای مهندسی شیمی
در چند دهه اخیر، نرم‌افزارهای متعدّدی برای شبیه‌سازی فرایندهای شیمیایی نوشته شده‌اند که از بین آن‌ها این نرم‌افزارها در ایران شناخته شده تر هستند:
Ansys-Fluent, Comsol حل عددی هیدرودینامیک فرایندهای شیمیایی همراه با در نظر گرفتن انتقال جرم و انتقال حرارت (این دسته از نرم‌افزارها به عنوان نرم‌افزارهای دینامیک سیالات محاسباتی (Computational Fluid Dynamics-CFD)شناخته می‌شوند)
aspen plus برای شبیه‌سازی و طرّاحی فرایند
aspen bjac برای شبیه‌سازی و طرّاحی مبدل
aspen HTFS برای طرّاحی مبدل
aspen polymer برای شبیه‌سازی واکنش‌های پلیمری
aspen adsim برای شبیه‌سازی جذب سطحی
aspen dynamic برای شبیه‌سازی فرایندهای پویا (دینامیک)
aspen icarus برای برآورد اقتصادی فرایندهای شیمیایی
aspen hysys برای شبیه‌سازی فرایندهای پایا
hysys dynamic برای شبیه‌سازی فرایندهای پویا
pipesys برای شبیه‌سازی خطوط لوله
chemcad برای شبیه‌سازی فرایندهای شیمیایی
comsol برای شبیه‌سازی و طرّاحی فرایند و پدیده‌های مختلف مهندسی شیمی
Ansys Fluent برای شبیه‌سازی و طرّاحی پدیده‌های مختلف مهندسی شیمی

## تفاوت با شیمی
این دو عنوان بعضی اوقات، به دلیل تشابه اسمی، باهم اشتباه می‌شوند.
یک مهندس شیمی فردی است با قابلیت طراحی و کنترل وسایل و تجهیزات صنعتی برای تولید مواد شیمیایی که در عین حال مقداری از علم شیمی، که در طراحی‌های صنعتی لازم است، می‌داند.
مهندسی شیمی علم کاربرد ریاضیات، شیمی، فیزیک و اقتصاد در فرایند تبدیل مواد خام به مواد باارزش‌تر یا سودمندتر است. مهندسی شیمی را می‌توان به‌طور کلی علم استفاده از موازنه جرم، موازنه انرژی و موازنه اندازه حرکت برای طراحی و کنترل واحدهای فرآیندی شیمیایی از قبیل واحدهای یک پالایشگاه پتروشیمی، صنایع چوب و کاغذ و غیره در نظر گرفت.
درحالی که یک شیمیدان بیشتر با آزمایشگاه سروکار دارد و درحوزه علم (science)و تحقیق (research) فعالیت دارد.